# بيرثا (بلاد ما بين النهرين)
كانت بيرثا (باليونانية: Βίρθα) حصنًا قديمًا على نهر دجلة، قيل أن الإسكندر الأكبر بناه. يبدو، من وصف أميانوس، أنه يشبه التحصينات الحديثة، المحاطة بحصون، وبنهجها الذي تدافع عنه الأعمال الخارجية. أغلق شابور الثاني حملته هنا في 360، واضطر إلى التقاعد مع خسارة كبيرة. حدد كل من دانفيل وإدوارد جيبون بيرثا بأنها تكريت الحديثة بالعراق.
كلمة "برثا" باللغة السريانية تعني قلعة أو حصن، ويمكن تطبيقها في العديد من الأماكن. من موقع دورا المعروف، تم الاستدلال على أن العبور الرائع لنهر دجلة على يد جوفيان عام 363 حدث بالقرب من تكريت. قرب نهاية القرن الرابع عشر، اقتحم تيمور هذه القلعة المنيع. تقع أطلال القلعة على جرف عمودي فوق نهر دجلة، يبلغ ارتفاعه حوالي 200 قدم (65 مترًا). يفصل هذا الجرف المعزول عن المدينة حفرة واسعة وعميقة ملأها نهر دجلة بلا شك. عند سفح القلعة، توجد بوابة كبيرة من الطوب، وهي كل ما تبقى قائمًا؛ ولكن حول قمة الجرف، يمكن تتبع الجدران والدعامات والحصون. توجد أنقاض درج سري مقنطر ينزل من قلب القلعة إلى حافة المياه.